# Aristolochia schunkeana
Aristolochia schunkeana är en piprankeväxtart som beskrevs av F. González. Aristolochia schunkeana ingår i släktet piprankor, och familjen piprankeväxter. Inga underarter finns listade i Catalogue of Life.